# Pablo Dapena González
Pour les articles homonymes, voir Dapena et González.
Pablo Dapena González né le 19 janvier 1988 à  Pontevedra en Espagne est un triathlète professionnel espagnol, champion du monde de triathlon longue distance en 2018.

## Palmarès
Les tableaux présentent les résultats les plus significatifs (podium) obtenus sur le circuit national et international de triathlon depuis 2014,.
| Année | Compétition                            | Pays           | Position          | Temps           |
| ----- | -------------------------------------- | -------------- | ----------------- | --------------- |
| 2022  | Challenge Gdansk                       | Pologne        | Médaille d'or     | 3 h 44 min 47 s |
| 2019  | Challenge Capetown                     | Afrique du Sud | Médaille d'or     | 3 h 46 min 48 s |
| 2019  | Championnat du monde longue distance   | Espagne        | Médaille d'argent | 5 h 11 min 21 s |
| 2019  | Ironman 70.3 Buenos Aires              | Argentine      | Médaille d'argent | 3 h 38 min 44 s |
| 2018  | Challenge Peguera-Mallorca             | Espagne        | Médaille d'or     | 3 h 54 min 8 s  |
| 2018  | Challenge Lisbonne                     | Portugal       | Médaille d'or     | 3 h 39 min 11 s |
| 2018  | Challenge Mogán Gran Canaria           | Espagne        | Médaille d'or     | 4 h 0 min 25 s  |
| 2018  | Championnat du monde longue distance   | Danemark       | Médaille d'or     | 5 h 19 min 30 s |
| 2018  | Championnat d'Europe longue distance   | Espagne        | Médaille d'argent | 9 h 23 min 1 s  |
| 2018  | Championnats d'Espagne longue distance | Espagne        | Médaille d'or     | 5 h 59 min 31 s |
| 2018  | Championnat d'Espagne                  | Espagne        | Médaille d'argent | 1 h 50 min 24 s |
| 2014  | Championnat d'Espagne                  | Espagne        | Médaille d'argent | 1 h 53 min 19 s |